# ناصرآباد (مقاطعة اشتهارد)
ناصرآباد (بالفارسية: ناصرآباد) هي قرية تقع في قسم بلنغ آباد الريفي (مقاطعة اشتهارد) في إيران. يقدر عدد سكانها بـ 78 نسمة .